# Mirella Precek
Mirella Precek (* 30. Juni 1993 in Nürnberg), auch bekannt als Mirellativegal, ist eine deutsche Entertainerin und Influencerin, die in den 2010er-Jahren mit eigenen Youtube-Videos bekannt wurde. Später wurde sie auch als Autorin, Podcasterin, Unternehmerin, Moderatorin und Comedian aktiv.

## Leben und Werdegang
Preceks Eltern – ein Musiker und eine Balletttänzerin aus Tschechien – waren 1979 durch den Eisernen Vorhang zunächst nach Österreich geflüchtet. Sie wuchs in Nürnberg auf, wo sie später ihr Bachelorstudium in Betriebswirtschaftslehre abschloss. Im April 2013 lud sie ein erstes Video auf ihrem YouTube-Kanal hoch – weitere zu den Themen Beauty und Fashion sowie Comedy-Sketche folgten. Seit 2017 produzierte sie auch immer wieder politische Videos. 2017 wurde sie für den Webvideopreis in der Kategorie „Lifestyle“ nominiert und erhielt den Playaward in der Kategorie „Comedy“.
Im November 2018 veröffentlichte sie bei Community Editions Kann man mal machen. Das Taschenbuch platzierte sich auf Rang 4 der Spiegel-Online-Bestsellerliste der Taschenbücher im Bereich Sachbücher.
Precek produzierte von Mai 2019 bis Dezember 2020 unter dem Titel Muss das Sein? gemeinsam mit Florian Gregorzyk einen Spotify Original Podcast.
Für ihren YouTube-Kanal produzierte sie später hauptsächlich Videos zu Lifestyle-Themen, Veganismus, oder dem Muttersein. Außerdem kommentierte sie Reality-TV-Shows wie Love Island und Are You The One?. Diese Reaktionsvideos wurden im Laufe der Zeit sehr populär.
2021 gründete sie mit ihrem Partner die Firma Willa Wunst, unter der sie nachhaltige Puzzles vertreibt.
Januar 2023 startete sie ihren eigenen Podcast Mir relativ egal – Der Podcast als themenoffenes Format. Diesen nahm sie bis Dezember 2023 auf, ehe sie zusammen mit Carlo Sommer einen neuen Podcast unter dem Namen Stets bemüht startete. 2023 moderierte Precek eine Folge der Netflix-Sendung Too Hot to Handle: Germany und tourte im Oktober 2023 mit ihrer Comedyshow Trash Paradise durch mehrere deutsche Städte.

## Privates
Sie lebt mit ihrem Partner in Nürnberg und hat zwei Kinder. Im Sommer 2020 kam ihr erstes Kind zur Welt.

## Weitere Werke
Bücher
- Kann man mal machen. Community Editions, Köln 2018, ISBN 978-3-96096-054-6.

Filmografie
- 2017: Das kleine Vergnügen[13]

Diskografie
- 2018: Happy Boobsday[14]
- 2020: Ein Strauß Chlamydien[15]